# MCM-41
MCM-41 (Mobil Composition of Matter No. 41) ist ein mesoporöses Material mit hierarchischer Porenstruktur aus einer Familie von silicatischen und alumosilicatischen Feststoffen, die erstmals 1992 von Forschern der Mobil Oil Corporation entwickelt wurden und als Katalysator oder Katalysatorträger Anwendung findet.

## Aufbau
MCM-41 besitzt eine regelmäßig hexagonale Anordnung von zylindrischen Mesoporen, die ein eindimensionales Porensystem bilden. Es zeichnet sich durch einen einstellbaren Porendurchmesser, eine scharfe Porenradienverteilung, eine große Oberfläche und ein großes Porenvolumen aus. Die Poren sind größer als bei Zeolithen und die Porengrößenverteilung kann leicht eingestellt werden. Die Mesoporen haben einen Durchmesser von 2 nm bis 6,5 nm.

## Eigenschaften
Im Gegensatz zu Zeolithen, hat das Gerüst von MCM-41 keine brönstedtsauren Zentren, da es kein Aluminium im Gitter enthält. Die Azidität von mit Aluminiumoxid-dotierten MCM-41 ist daher ähnlicher zu der von amorphen Alumosilikaten.
MCM-41 ist hydrothermal nicht stabil. Der Grund liegt in der geringen Wanddicke und dem geringen Vernetzungsgrad der Silikateinheiten im Gerüst.

## Herstellung
Zur Einstellung des definierten Porendurchmessers werden Tenside verwendet, die in der Syntheselösung Mizellen bilden, welche dann als Templat für die Bildung der mesoporösen Gerüststruktur dienen. Das am häufigsten verwendete Templat für die Synthese von MCM-41 ist Cetyltrimethylammoniumbromid (CTAB).
Das Tensid bildet zunächst stabförmige Mizellen, die sich anschließend zu hexagonal angeordneten Ansammlungen lagern. Bei Zugabe von anorganischen Silicatspezies legen sich diese um die gebildeten Mizellen. Durch anschließende Kalzinierung findet eine Kondensation der Silanolgruppen statt, so dass die Siliziumatome über Sauerstoffatome miteinander verbunden werden. Das organische Templat wird dabei oxidiert und verschwindet.